# Mediorhynchus lagodekhiensis
Espèce
Mediorhynchus lagodekhiensis est une espèce d'acanthocéphales de la famille des Gigantorhynchidae.

## Distribution
C'est un parasite digestif du Geai des chênes en ex-U.R.S.S. (Géorgie).

## Étymologie
Son nom d'espèce, composé de lagodekhi et du suffixe latin -ensis, « qui vit dans, qui habite », lui a été donné en référence au lieu de sa découverte, Lagodekhi.

## Publication originale
- Kuraschvili, 1955 : Avian Acanthocephala of Gruzia. Soobshcheniya Akademii Nauk Gruzinskoi SSR, vol. 16, p. 723-730.